# Cozy Powell
Colin Flooks (29 de desembre del 1947 - 5 d'abril del 1998), conegut artísticament com a Cozy Powell, fou un dels bateries més destacats del rock britànic dels anys 70, 80 i 90, en particular de l'escena del rock dur (hard rock) i heavy metal.
Es va donar a conèixer com a membre del Jeff Beck Group a començaments dels 70, i tot seguit enregistrà tres discos senzills en solitari. El 1975 ingressà a Rainbow, banda creada per Ritchie Blackmore, exguitarrista de Deep Purple, on també hi figurà el cantant Ronnie James Dio. El 1980 abandonà el grup i fitxà pel Michael Schenker Group alhora que iniciava una carrera paral·lela en solitari. En aquesta parcel·la destacaren els àlbums Over the top (1980) i Tilt (1981), on comptà amb col·laboradors com Jeff Beck, Gary Moore, Don Airey i Bernie Marsden (de Whitesnake), entre d'altres. Posteriorment ocupà la plaça de Carl Palmer en el supergrup progressiu batejat com a Emerson, Lake & Powell, i fou membre de la banda de Gary Moore i de Black Sabbath. El 1993 s'incorporà a la Brian May Band, liderada pel guitarrista de Queen. Un accident d'automòbil posà fi a la seva vida.